# 津巴布韋國旗
津巴布韋國旗啟用於1980年4月18日。左為一黑邊白地三角形，中有一紅星，星上有津巴布韋鳥。餘自上而下為綠-黃-紅-黑-紅-黃-綠共七條橫帶。

## 色彩意義
顏色的意義如下：
- 黑色為非洲人及其文化；
- 白色象徵和平；
- 紅色是為解放而洒的血；
- 黃色象徵礦產；
- 綠色象徵農業和鄉村。

## 法律
2016年，因辛巴威民眾身披國旗示威反政府，辛巴威政府立法規定須經政府授權才可生產、販賣、使用國旗，違者將有刑責或罰金。

## 历代国旗旗帜

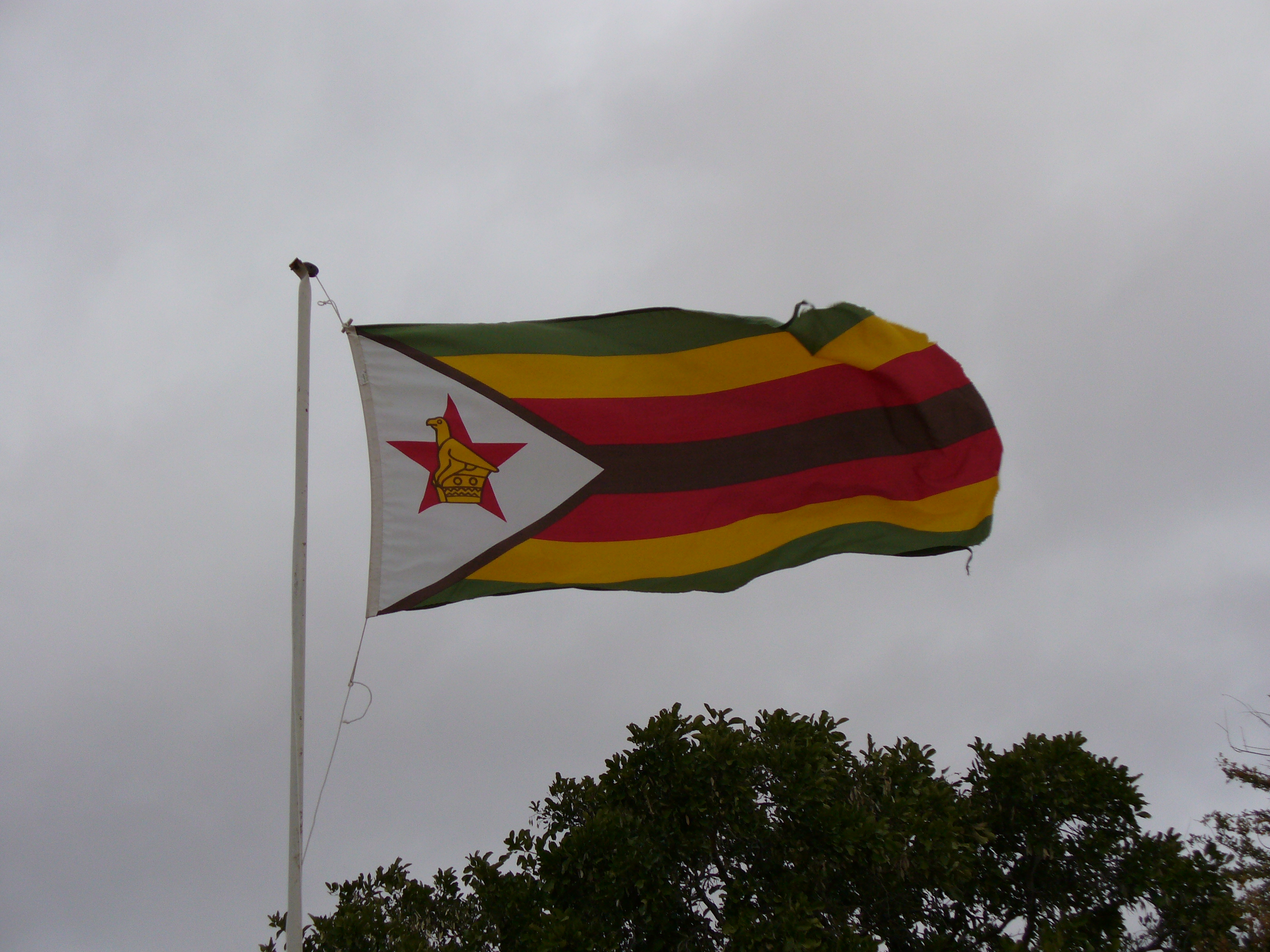
飘扬的津巴布韦国旗

- 津巴布韦总统旗
- 南罗德西亚国旗 （1924-1964）
- 南罗德西亚总督旗帜（1951-1952）
- 南罗德西亚总督（1951-1970）
- 南罗德西亚总督（1952-1970）
- 南罗德西亚总督（1924-1951）
- 罗德西亚共和国总理旗帜
- 罗德西亚总督旗帜
- 南罗得西亚总督的个人旗帜（1952-1970）
- 南罗得西亚总督的个人旗帜（1940-1952）
- 罗德西亚共和国总统旗帜 (1970–1979)
- 罗德西亚共和国空军旗帜
- 罗德西亚国旗（1964年）
- 津巴布韦罗德西亚共和国
- 津巴布韦罗德西亚总理旗帜
- 津巴布韦罗德西亚共和国空军旗帜
- 罗得西亚空军旗帜（1964-1968）
- 罗得西亚和尼亚萨兰联邦空军旗帜
- 罗得西亚和尼亚萨兰联邦总理旗帜
- 罗得西亚和尼亚萨兰联邦总督旗帜
- 罗德西亚共和国
- 罗德西亚共和国
- 哈拉雷省省旗
- 津巴布韦非洲民族联盟（爱国阵线）
- 津巴布韦国旗建议草案之一

1. ↑  未經辛巴威政府允許販賣國旗 小販受罰 （页面存档备份，存于），中央通訊社，2016年10月25日